# Otuzco
Otuzco é uma cidade do Peru, situada na região de La Libertad. Capital da  província homônima, sua população em 2017 foi estimada em 12.396 habitantes.